# Tagaranna
Koordinaten: 58° 33′ N, 22° 13′ O

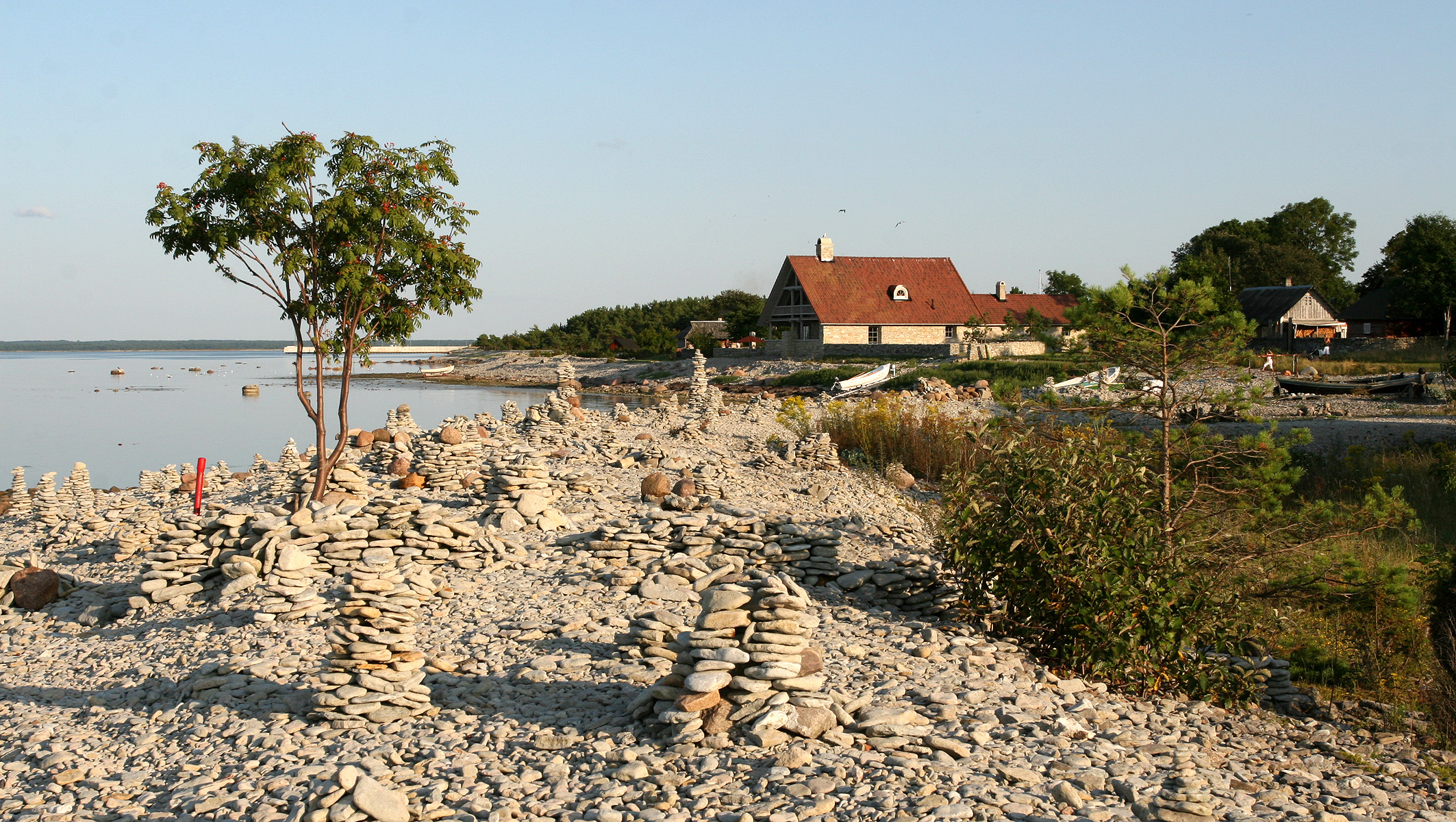
Blick auf die Ostsee

Tagaranna (deutsch Taggarand) ist ein Dorf (estnisch küla) auf der größten estnischen Insel Saaremaa. Es gehört zur Landgemeinde Saaremaa (bis 2017: Landgemeinde Mustjala) im Kreis Saare.

## Einwohnerschaft und Lage
Das Dorf hat acht Einwohner (Stand 31. Dezember 2011). Es liegt auf der Spitze der Halbinsel Ninase (Ninase poolsaar), 35 Kilometer nordwestlich der Inselhauptstadt Kuressaare.
Das Fischerdorf war früher einer der wichtigsten Fischfangzentren an der Nordküste der Insel Saaremaa.